# La Bretagne
Die La Bretagne war ein 1886 in Dienst gestellter Transatlantik-Passagierdampfer der französischen Reederei Compagnie Générale Transatlantique (CGT), der für den Passagierservice von Le Havre nach New York gebaut wurde. 1912 wurde sie verkauft und im Dezember 1923 strandete sie bei der Nordseeinsel Texel auf dem Weg zur Abwrackwerft in den Niederlanden.

## Das Schiff

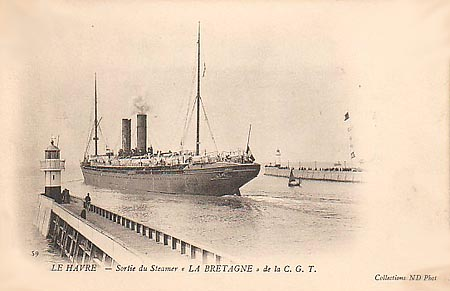
Die La Bretagne beim Auslaufen aus Le Havre

Die La Bretagne war das zweite in einer Reihe von vier neuen Transatlantiklinern, die die Compagnie Générale Transatlantique im Jahr 1886 für den transatlantischen Passagier- und Postverkehr auf dem Nordatlantik in Dienst stellte. Die anderen drei waren die La Champagne mit 7.087 BRT, die La Gascogne mit 7.071 BRT und die La Bourgogne mit 7.395 BRT. Die vier Schiffe wurden nach Regionen Frankreichs benannt. Die Schwesterschiffe wurden von dem in Paris ansässigen Inneneinrichter Jules Allard et Fils ausgestattet, einem der damals populärsten Raumgestalter seiner Zeit, der besonders für sein extravagantes Modedesign bekannt war.
Die La Bretagne wurde auf der Werft der Compagnie Générale Transatlantique in Penhoët bei Saint-Nazaire für die gleichnamige Reederei gebaut. Sie lief am 9. September 1885 vom Stapel. Das 150,99 Meter lange und 15,79 Meter breite Dampfschiff hatte zwei Schornsteine, vier Masten und einen Propeller. Der Ozeandampfer wurde von einer sechszylindrigen Vierfachexpansions-Dampfmaschine angetrieben, die 9.000 PS leistete und das Schiff auf bis zu 17,5 Knoten beschleunigen konnte. An Bord war Platz für 390 Passagiere der Ersten, 65 der Zweiten und 600 der Dritten Klasse.

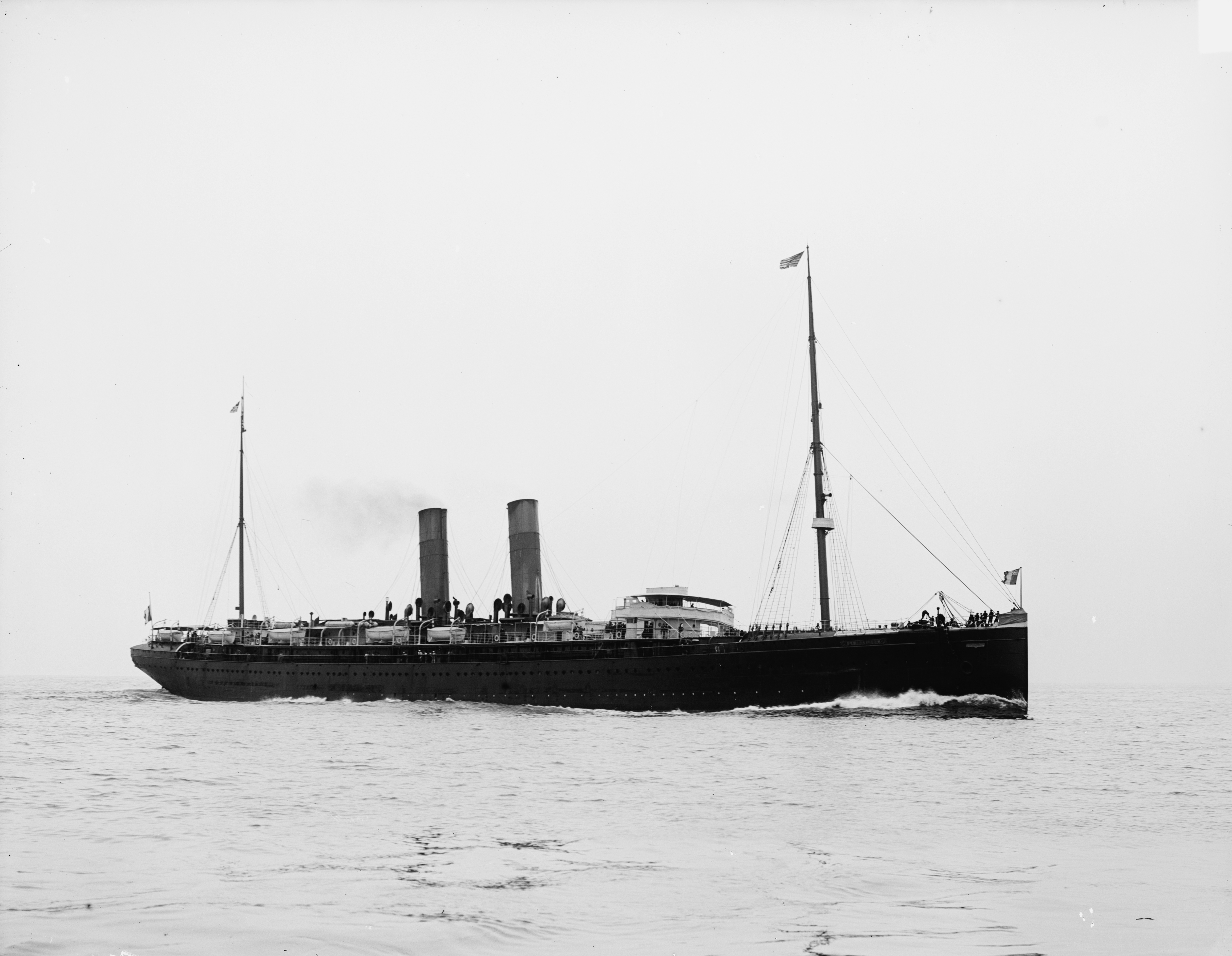
Die La Bretagne nach dem Umbau von 1895

Am 14. August 1886 lief die La Bretagne in Le Havre zu ihrer Jungfernfahrt nach New York aus. Zwischen dem 25. März und dem 28. Dezember 1895 wurde sie nach neun Dienstjahren in Saint-Nazaire umfangreich überholt, wobei zwei der Masten abgenommen und neue Dampfmaschinen eingebaut wurden. Die Passagierkapazität der Dritten Klasse erhöhte sich im Zug der Umbauten auf 1.500 Personen. Am 8. Juni 1912 legte die La Bretagne in Le Havre zu ihrer letzten Fahrt nach New York für die CGT ab. Anschließend wurde sie zusammen mit ihrem Schwesterschiff La Gascogne an die Compagnie de Navigation Sud-Atlantique verkauft. Neuer Ausgangshafen wurde Bordeaux.
Im August 1914 wurde die La Bretagne aufgrund des Kriegs in ein Hospitalschiff mit 550 Betten umgewandelt und fuhr ab Oktober 1916 unter der Bezeichnung Bretagne II. Sie wurde vor allem im Mittelmeerraum eingesetzt. Im März 1917 wurde sie aus der Liste der Hospitalschiffe gestrichen und am 4. April 1917 unternahm sie eine Fahrt als Truppentransporter nach Dakar. Am 8. Juni 1917 wurde sie endgültig aus dem Kriegsdienst entlassen und in Bordeaux abgerüstet. Im Juni 1919 wurde die La Bretagne in Alésia umbenannt. 1923 wurde das Schiff zum Abbruch nach Holland verkauft, lief jedoch am 19. Dezember desselben Jahres an der westfriesischen Insel Texel auf dem Weg zur Abwrackung auf Grund und wurde zu einem Totalverlust.